# Koninklijke Voetbal Club Westerlo 2014-2015
Questa voce raccoglie le informazioni riguardanti il Koninklijke Voetbal Club Westerlo  nelle competizioni ufficiali della stagione 2014-2015.

## Stagione
Terminò la stagione regolare all'undicesimo posto; dopo i play-off si classificò decimo.

## Rosa
| N. |                           | Ruolo | Calciatore         |
| -- | ------------------------- | ----- | ------------------ |
| 1  | Belgio (bandiera)         | P     | Michaël Cordier    |
| 2  | Paesi Bassi (bandiera)    | D     | Mitch Apau         |
| 3  | Costa d'Avorio (bandiera) | A     | Kevin Koffi        |
| 4  | Belgio (bandiera)         | D     | Birger Maertens    |
| 5  | Belgio (bandiera)         | D     | Bruno Godeau       |
| 6  | Belgio (bandiera)         | C     | Kevin Geudens      |
| 7  | Francia (bandiera)        | C     | Raphaël Lecomte    |
| 8  | Belgio (bandiera)         | C     | Maxime Annys       |
| 9  | Belgio (bandiera)         | A     | Kevin Vandenbergh  |
| 10 | Senegal (bandiera)        | A     | Mbaye Diagne       |
| 11 | Paesi Bassi (bandiera)    | A     | Sherjill MacDonald |
| 12 | Benin (bandiera)          | A     | Frédéric Gounongbe |
| 14 | Belgio (bandiera)         | C     | Mohamed Aoulad     |
| 15 | Germania (bandiera)       | D     | Christian Dorda    |
| 16 | Inghilterra (bandiera)    | D     | Jordan Mustoe      |

| N. |                                 | Ruolo | Calciatore           |
| -- | ------------------------------- | ----- | -------------------- |
| 17 | Belgio (bandiera)               | D     | Kenneth Schuermans   |
| 18 | Belgio (bandiera)               | C     | Nils Schouterden     |
| 19 | Belgio (bandiera)               | C     | Arno Verschueren     |
| 20 | Mali (bandiera)                 | C     | Alassane Diallo      |
| 21 | Belgio (bandiera)               | C     | Nicolas Rommens      |
| 23 | Belgio (bandiera)               | A     | Jarno Molenberghs    |
| 24 | Belgio (bandiera)               | C     | Jens Cools           |
| 25 | Bosnia ed Erzegovina (bandiera) | D     | Enes Sipović         |
| 27 | Bosnia ed Erzegovina (bandiera) | C     | Faris Handzic        |
| 29 | Belgio (bandiera)               | P     | Brian Gielen         |
| 30 | Belgio (bandiera)               | P     | Koen Van Langendonck |
| 31 | Belgio (bandiera)               | P     | Thibaut Rausin       |
| -  | Belgio (bandiera)               | D     | Jeffrey Rentmeister  |
| -  | Paesi Bassi (bandiera)          | C     | Evander Sno          |
| -  | Belgio (bandiera)               | C     | Stef Vervoort        |

## Risultati

### Campionato
| Arbitro: | Denis Vanbecelaere |

|                  |           |  |
| Maxime Annys 13’ | Marcatori |  |

| Arbitro: | Wim Smet |

|                                     |           |                                                              |
| Cédric Fauré 7’ Lynel Kitambala 27’ | Marcatori | 36’ Mohamed Aoulad 56’ Mohamed Aoulad 64’ Frédéric Gounongbe |

| Arbitro: | Erik Lambrechts |

|                     |           |                               |
| Mijuško Bojović 77’ | Marcatori | 74’ (rig.) Frédéric Gounongbe |

| Arbitro: | Luc Wouters |

|                                             |           |                                       |
| Chancel Mbemba 20’ (aut.) Kevin Geudens 42’ | Marcatori | 50’ Cyriac 67’ (rig.) Youri Tielemans |

| Arbitro: | Serge Gumienny |

|                                    |           |                                              |
| Jeff Louis 17’ Igor de Camargo 56’ | Marcatori | 4’ Frédéric Gounongbe 34’ Frédéric Gounongbe |

| Arbitro: | Jonathan Lardot |

|                                                      |           |                                       |
| Frédéric Gounongbe 64’ Frédéric Gounongbe 88’ (rig.) | Marcatori | 5’ Idrissa Sylla 19’ Mohamed Messoudi |

| Arbitro: | Luc Wouters |

|                                                                                         |           |                                               |
| Mats Rits 25’ Seth De Witte 39’ Sofiane Hanni 51’ Bruno Godeau 55’ (aut.) Mats Rits 79’ | Marcatori | 45’ Frédéric Gounongbe 84’ Sherjill MacDonald |

| Arbitro: | Joeri van de Velde |

| |           |                 |
| Frédéric Gounongbe 28’ Mohamed Aoulad 40’ Mohamed Aoulad 45+2’ Kevin Koffi 52’ Kevin Koffi 73’ Nils Schouterden 89’ | Marcatori | 21’ Karim Hafez |

| Arbitro: | Lawrence Visser |

|                       |           |                                                   |
| Thibaut Van Acker 82’ | Marcatori | 49’ Raphaël Lecomte 76’ (rig.) Frédéric Gounongbe |

| Westerlo 3 ottobre 2014, ore 20:30 10ª giornata | Westerlo          | 0 – 0 referto | Gent | Stadio Het Kuipje (8.000 spett.)\| Arbitro: \| Laurent Colemonts \| |
| Arbitro:                                        | Laurent Colemonts |               |      |                                                                     |

| Arbitro: | Erik Lambrechts |

|                                                       |           |                  |
| Ilombe Mboyo 2’ Julien Gorius 6’ Siebe Schrijvers 78’ | Marcatori | 12’ Maxime Annys |

| Arbitro: | Johan Verbist |

|                                            |           |                     |
| Kenneth Schuermans 17’ Raphaël Lecomte 79’ | Marcatori | 60’ Teddy Chevalier |

| Arbitro: | Thierry Derycke |

|                                                                                         |           |  |
| Elimane Coulibaly 20’ Franck Berrier 41’ Sébastien Siani 76’ (rig.) Jonathan Wilmet 81’ | Marcatori |  |

| Arbitro: | Denis Vanbecelaere |

|                  |           |                                                    |
| Maxime Annys 18’ | Marcatori | 37’ Abdoulay Diaby 70’ Anice Badri 87’ Anice Badri |

| Arbitro: | Serge Gumienny |

| |           |  |
| Nicolás Castillo 7’ Timmy Simons 24’ (rig.) Óscar Duarte 52’ Nicolás Castillo 60’ Nicolás Castillo 89’ | Marcatori |  |

| Lokeren 22 novembre 2014, ore 20:00 16ª giornata | Lokeren  | 0 – 0 referto | Westerlo | Daknamstadion (7.976 spett.)\| Arbitro: \| Wim Smet \| |
| Arbitro:                                         | Wim Smet |               |          |                                                        |

| Arbitro: | Laurent Colemonts |

|                                        |           |                                                                    |
| Nils Schouterden 9’ Gilles Ruyssen 68’ | Marcatori | 14’ Clément Tainmont 61’ (aut.) Gilles Ruyssen 70’ Stergos Marinos |

| Arbitro: | Denis Vanbecelaere |

|                 |           |                                     |
| Kevin Koffi 13’ | Marcatori | 41’ David Destorme 80’ Renaud Emond |

| Arbitro: | Serge Gumienny |

|                                                       |           |                                                       |
| Rachid Bourabia 50’ Hamari Traoré 55’ Uche Nwofor 84’ | Marcatori | 29’ Nils Schouterden 33’ Maxime Annys 63’ Kevin Koffi |

| Arbitro: | Sébastien Delferière |

|                       |           |                         |
| Jarno Molenberghs 56’ | Marcatori | 76’ Dalibor Veselinovic |

| Arbitro: | Christof Dierick |

|                                                                                 |           |  |
| Aleksandar Mitrović 15’ Ibrahima Conté 24’ Dennis Praet 81’ Maxime Colin 90'+1’ | Marcatori |  |

| Arbitro: | Jonathan Lardot |

|                 |           |                  |
| Kevin Koffi 14’ | Marcatori | 20’ Ricardo Faty |

| Arbitro: | Sébastien Delferière |

|                        |           |                                                          |
| Alessandro Cordaro 45’ | Marcatori | 70’ Mbaye Diagne 71’ Mbaye Diagne 90+1’ Nils Schouterden |

| Arbitro: | Wim Smet |

|                |           |  |
| Mitch Apau 52’ | Marcatori |  |

| Arbitro: | Nicolas Laforge |

|                                                                                 |           |  |
| Laurent Depoitre 38’ Moses Simon 61’ Danijel Milicevic 77’ Laurent Depoitre 90’ | Marcatori |  |

| Arbitro: | Christophe Delacour |

|                 |           |                                 |
| Kevin Koffi 69’ | Marcatori | 1’ Thomas Buffel 89’ Kara Mbodj |

| Arbitro: | Christof Dierick |

| |           |  |
| Ivan Santini 17’ Ivan Santini 28’ Teddy Chevalier 36’ Ivan Santini 52’ Ivan Santini 73’ Teddy Chevalier 74’ | Marcatori |  |

| Arbitro: | Bram Van Driessche |

|                                                                  |           |  |
| Kevin Geudens 26’ Nils Schouterden 35’ (rig.) Mohamed Aoulad 82’ | Marcatori |  |

| Arbitro: | Jonathan Lardot |

|                   |           |  |
| Ronny Rodelin 36’ | Marcatori |  |

| Arbitro: | Sébastien Delferière |

|                      |           |                                                       |
| Nils Schouterden 63’ | Marcatori | 13’ Obbi Oulare 26’ José Izquierdo 59’ José Izquierdo |

#### PlayOff II
| Arbitro: | Joeri van de Velde |

|  |           |                                             |
|  | Marcatori | 8’ Zinho Gano 58’ Zinho Gano 86’ Zinho Gano |

| Arbitro: | Denis Vanbecelaere |

|                    |           |                    |
| Cyriel Dessers 52’ | Marcatori | 35’ Mohamed Aoulad |

| Arbitro: | Nicolas Laforge |

|                                              |           |  |
| Michiel Jonckheere 24’ Frédéric Brillant 38’ | Marcatori |  |

| Arbitro: | Lawrence Visser |

|                  |           |                                            |
| Mbaye Diagne 49’ | Marcatori | 22’ Knowledge Musona 90+3’ John Jairo Ruiz |

| Arbitro: | Nicolas Laforge |

|                                                                                 |           |                                                                |
| Jarno Molenberghs 25’ Mitch Apau 29’ Evariste Ngolok 34’ (aut.) Kevin Koffi 72’ | Marcatori | 57’ Cyriel Dessers 65’ Killian Overmeire 77’ Besart Abdurahimi |

| Arbitro: | Christophe Delacour |

|                |           |                   |
| Zinho Gano 13’ | Marcatori | 77’ Kevin Geudens |

### Coppa del Belgio
| Arbitro: | Carlos-Manuel Serra Guerreiro Alho |

| |           |                 |
| Jelle Delie 2’ Gertjan Martens 4’ Bram Leroy 45+1’ Jelle Delie 52’ Gertjan Martens 65’ Kenneth Van den Berghe 90’ | Marcatori | 23’ Kevin Koffi |